# أفرو (تسريحة شعر)

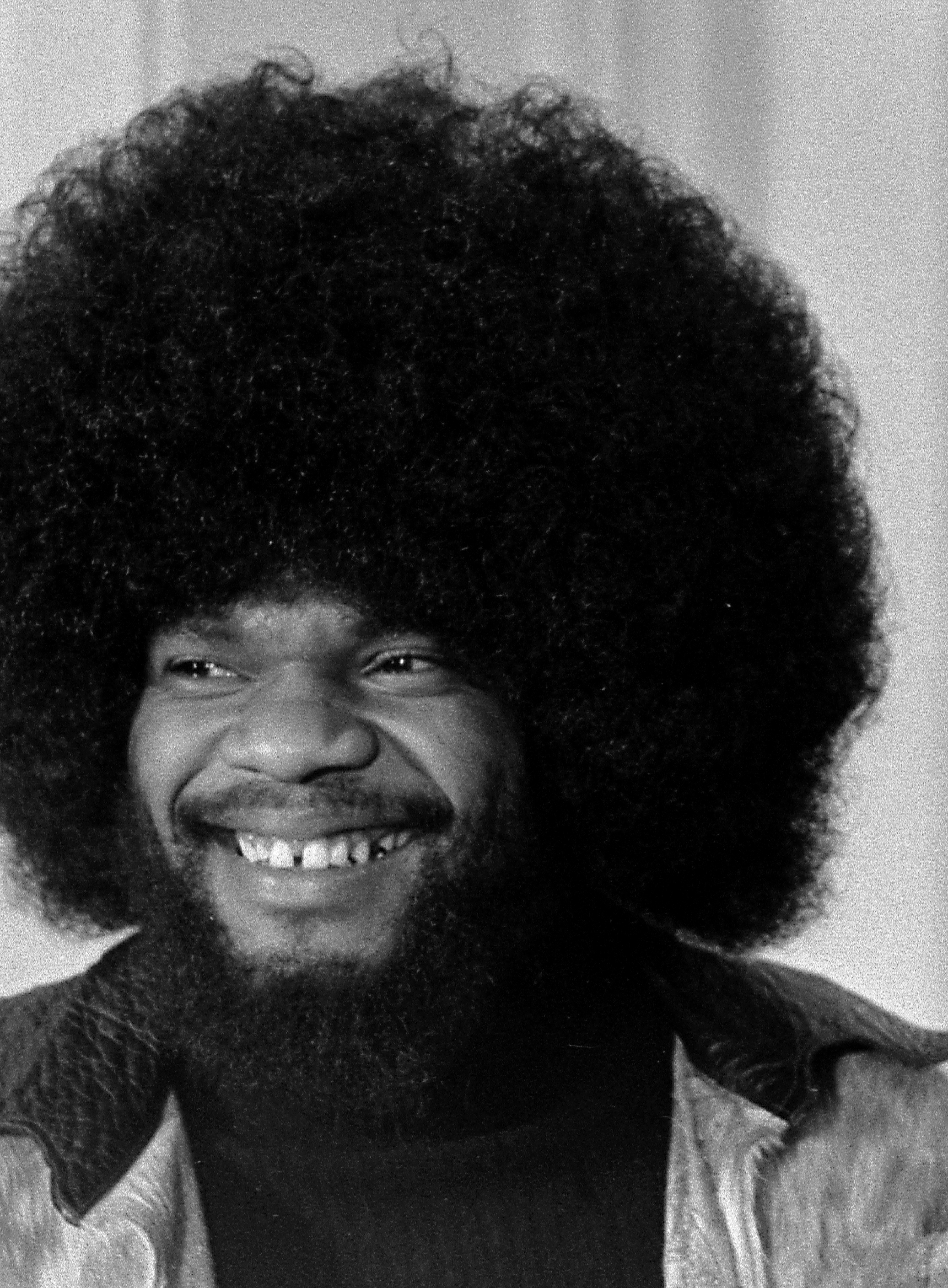
تسريحة شعر أفرو للمغني بيلي بريستون

أفرو هي تسريحة شعر مجعدة تعود أصلها إلى أفريقيا. ويتم تسريح الشعر بشكل كروي حول الرأس. في عقد 1960 وأثناء حركة الهيبيين أصبحت هذه التسريحة ذات شعبية كبيرة عند الشباب، وقام عدة مغنين مشهورين باتخاذخها مثل مايكل جاكسون وبيلي بريستون وبوب مارلي. كما أصبحت تسريحة الخاصة عند أتباع ديانة الراستافارية.